# Premio Nacional de Arquitectura de Chile
Der Premio Nacional de Arquitectura de Chile (deutsch: Nationaler chilenischer Architekturpreis) ist ein chilenischer Architekturpreis.
Die chilenische Architektenkammer (Colegio de Arquitectos de Chile) vergibt den Architekturpreis, der 1969 als Ehrenpreis für ein Leben im Dienste der Architektur geschaffen wurde. Bis 1977 wurde der Preis jährlich verliehen. Seitdem erfolgt die Vergabe zeitgleich mit der chilenischen Architektur- und Städtebau-Biennale (Bienal de Arquitectura y Urbanismo de Chile). Es ist die höchste chilenische Architekturauszeichnung.

## Preisträger
| Jahr | Bild | Gewinner                                   | Wichtige Werke                                                                                             | Universität           |
| ---- | ---- | ------------------------------------------ | --- | --------------------- |
| 1969 |      | Juan Martínez Gutiérrez (1901–1976)        | Facultad de Derecho de la Universidad de Chile (1938) Escuela Militar (1948) Templo Votivo de Maipú (1974) | UCH                   |
| 1970 |      | Carlos Bresciani Bagattini (1911–1969)     | Unidad Vecinal Portales (1966) Torres de Tajamar (1967)                                                    | PUC                   |
| 1971 |      | Roberto Dávila Carson (1889–1971)          | Cap Ducal (1938)                                                                                           | UCH                   |
| 1972 |      | Sergio Larraín García-Moreno (1905–1999)   | Edificio Oberpaur (1929)                                                                                   | PUC                   |
| 1973 |      | Héctor Mardones Restat (1907–1974)         | Banco del Estado de Chile (1952)                                                                           | UCH                   |
| 1974 |      | Rodulfo Oyarzún Philippi (1885–1985)       | Bolsa de Comercio de Santiago                                                                              | UCH                   |
| 1975 |      | Alberto Cruz Covarrubias (1917–2013)       | Fundación de la Escuela de Arquitectura PUCV                                                               | PUC - PUCV            |
| 1976 |      | Héctor Valdés Phillips (1918–2016)         | Unidad Vecinal Portales (1966) Torres de Tajamar (1967)                                                    | PUC                   |
| 1977 |      | Emilio Duhart Harosteguy (1917–2006)       | Edificio de la CEPAL (1960)                                                                                | PUC                   |
| 1979 |      | Carlos Buschmann Zwansger (1898–1985)      | Intendencia de Osorno (1933)                                                                               | UCH                   |
| 1981 |      | Edwin Weil Wohlke (1922–2011)              | Instituto Alemán de Frutillar                                                                              | UCH                   |
| 1983 |      | Fernando Castillo Velasco (1918–2013)      | Unidad Vecinal Portales (1966) Torres de Tajamar (1967)                                                    | PUC                   |
| 1985 |      | Jorge Aguirre Silva (1916–1998)            | Caja de Crédito Popular                                                                                    | PUC                   |
| 1987 |      | Mario Recordón Burnier (1922–1994)         | Estadio Cubierto Metropolitano (Movistar Arena) Estadio Monumental                                         | UCH                   |
| 1989 |      | Mario Pérez de Arce Lavín (1917–2010)      | Iglesia del Colegio Verbo Divino (1965) Edificio la Merced (1982)                                          | PUC                   |
| 1991 |      | Francisco de Borja García-Huidobro Severín | Ministerio de Finanzas de París Consorcio Nacional de Seguros (2007)                                       | PUC                   |
| 1993 |      | Christian De Groote Córdova (1931–2013)    | Edificio El Mercurio (1963)                                                                                | PUC                   |
| 1995 |      | Roberto Goycoolea Infante (1928–2018)      | Biblioteca de la Universidad de Concepción                                                                 | PUC                   |
| 1997 |      | Cristián Fernández Cox (1935–2014)         | Seminario Pontificio de Santiago                                                                           | PUC                   |
| 2000 |      | Victor Gubbins Browne                      | Centro Cultural Chimkowe (2006)                                                                            | PUCV                  |
| 2002 |      | Juan Sabbagh Pisano                        | Pabellón de Chile en la Expo Shanghái 2010                                                                 | UCH                   |
| 2004 |      | Luis Izquierdo y Antonia Lehmann           | Edificio Manantiales (1997)                                                                                | PUC                   |
| 2006 |      | Germán del Sol Guzmán                      | Pabellón Chileno Expo Sevilla '92 (1992) Hotel Explora Patagonia Termas Geométricas                        | ETSAB                 |
| 2008 |      | Cristián Valdés Eguiguren                  | Silla Valdés (1977) Casa Alberto Valdés (1963) Casa en Pirque (1990)                                       | PUCV                  |
| 2010 |      | Enrique Browne Covarrubias                 | Consorcio Nacional de Seguros (2007)                                                                       | PUC                   |
| 2012 |      | José Cruz Ovalle                           | Pabellón Chileno Expo Sevilla 92 (1992) Campus Adolfo Ibáñez Sede Santiago (2002) y Viña del Mar (2011)    | PUCV                  |
| 2014 |      | Teodoro Fernández Larrañaga                | Parque Bicentenario de Santiago (2007–2011)                                                                | PUC                   |
| 2016 |      | Edward Rojas Vega                          | Museo de Arte Moderno Chiloé (1988)                                                                        | UCH - Sede Valparaíso |
| 2019 |      | Miguel Lawner                              | | UCH                   |
| 2022 |      | Fernando Pérez Oyarzún                     | | PUC                   |
| 2024 |      | Cristián Castillo Echeverría               | |                       |